# بياتريس غاليندو
بياتريس غاليندو (بالإسبانية: Beatriz Galindo)‏ هي كاتِبة وطبيبة إسبانية، ولدت في 1465 في سلامنكا في إسبانيا، وتوفيت في 23 نوفمبر 1534 في مدريد في إسبانيا.